# Hunger (2009)
Hunger is een Amerikaanse thriller-horrorfilm uit 2009 onder regie van Steven Hentges.

## Verhaal
Jordan, Grant, Anna, Luke en Alex worden wakker in een donkere afgesloten ruimte. Niemand kent een van de anderen en niemand weet hoe hij of zij hier terecht is gekomen. Het enige wat bij ze in de ruimte staat, zijn vier tonnen vol met schoon, koud water en wat metalen bekers. Op het deksel van een van de tonnen ligt ook een scalpel met een briefje eraan vastgemaakt. Daarop staat geschreven dat de gemiddelde mens maximaal dertig dagen zonder eten kan. Verder krijgen ze geen enkele instructie of verklaring van wie er dan ook verantwoordelijk is voor hun opsluiting. Een soort klok aan de wand verspringt elke dag één tik, waardoor de gevangenen voortdurend kunnen zien hoeveel dagen ze al in opsluiting zitten.
In zijn huis kijkt een man via een beeldscherm naar het vijftal. Terwijl de dagen verstrijken, houdt hij een logboek bij waarin hij noteert wat iedereen doet en hoe hij of zij zich manifesteert in de groep. Het ontvoerde vijftal krijgt langzaam maar zeker door dat er niets aan hun situatie gaat veranderen en dat ze alle vijf binnen afzienbare tijd een hongerdood zullen sterven, tenzij ze een uitweg vinden óf ze hun lotgenoten als voedselbron gaan beschouwen. Wanneer Grant onthult dat hij aan een hartkwaal lijdt en eigenlijk medicijnen nodig heeft, besluiten Luke en Anna dat hij sowieso het eerste sterfgeval wordt en daarom dood moet om als voedsel te dienen. Jordan wil dit voorkomen, maar Alex slaat haar van achteren neer. Wanneer ze weer bij bewustzijn komt, is Grant dood. Anna, Luke en Alex hebben delen van hem al opgegeten. Jordan zit bovendien stevig vastgebonden terwijl haar drie nog levende lotgenoten steeds primitiever en krankzinniger worden.
De ontvoerder heeft tijdens alle gebeurtenissen regelmatig flashbacks naar een auto-ongeluk uit zijn jeugd. Hij raakte toen samen met zijn moeder van de weg, waarbij zij direct overleed. Hij zat daarna in de passagiersstoel naast haar beklemd tot hulpdiensten hen weken later vonden en hem uit het wrak haalden. In de tussentijd had hij zo'n honger gekregen, dat hij met een stuk glas stukken vlees uit de arm van zijn moeder had gesneden om op te eten.

## Rolverdeling
- Lori Heuring - Jordan
- Linden Ashby - Grant
- Joe Egender - Luke
- Lea Kohl - Anna
- Julian Rojas - Alex
- Bjorn Johnson -  'The Scientist'